# Нордштерн (Базель)
«Нордштерн» (нім. FC Nordstern Basel) — швейцарський футбольний клуб з міста Базель, заснований 1901 року. Домашні матчі проводить на стадіоні «Ранкгоф».

## Історія
Клуб був заснований 21 березня 1901 року. У 1903 році він був прийнятий до Швейцарської футбольної асоціації. У сезоні 1911/12 клуб дебютував у вищому дивізіоні Швейцарії і виступав у ньому аж до 1943 року. За цей час клуб тричі ставав віцечемпіон країни у 1924, 1927 та 1928 роках, а також фіналістом Кубка Швейцарії у 1935 та 1939 роках, втім жодного трофея так і не виграв. В цей період найбільшого розквіту команди за неї грали срібні призери Олімпійських ігор 1924 року Аугуст Обергаузер та Карл Еренбольгер, а у 1930-ті роки був граючим тренером відомий австрійський нападник Фердинанд Весели. 
В наступні роки клуб здебільшого виступав у нижчих лігах, лише ненадовго повертаючись в еліту, зігравши тільки у сезоні 1978/79 і у 1980—1982 роках.